# موبندان
موبندان، روستایی از توابع بخش مرکزی شهرستان لنگرود در استان گیلان ایران است.

## جمعیت
این روستا در دهستان دیوشل قرار دارد و براساس سرشماری مرکز آمار ایران در سال ۱۳۸۵، جمعیت آن ۴۲۶ نفر (۱۲۸خانوار) بوده‌است.